# Eucryphycus californicus
Eucryphycus californicus, es una especie de pez actinopeterigio marino, la única del género monotípico Eucryphycus de la familia de los zoárcidos.

## Biología
Con el cuerpo muy alargado típico de la familia, se ha descrito una longitud máxima de 22 cm. Aparece entre algas marinas que se acumulan en los cañones submarinos y cuencas profundas, donde se alimenta principalmente de crustáceos anfípodos.

## Distribución y hábitat
Se distribuye como endemismo por la costa del océano Pacífico en California, desde la bahía de Monterrey hasta San Diego. Son peces de agua subtropical y de comportamiento demersal que habitan en un rango de profundidad entre 73 m y 545 m, aunque normalmente a 210 m.